# Cruz Gallástegui
Cruz Ángel Gallástegui Unamuno (Vergara, 5 de mayo de 1891 - Pontevedra, 7 de mayo de 1960) fue un veterinario español.

## Biografía
Después de algunos estudios agropecuarios en Limoges (Francia) donde obtiene la Diplomatura en Jardinería y Arboricultura frutal, se traslada a Alemania, donde cursa estudios de ingeniería superior agrícola, que finaliza en 1914. Al año siguiente hizo el servicio militar en San Sebastián y a finales de 1917 se trasladó a Nueva York, donde continúo sus estudios. En 1920 se trasladó a México, donde permaneció hasta febrero de 1921.
En marzo de 1921, doctorado por las universidades de Harvard y Cornell, desembarca en La Coruña y junto con su amigo Juan López-Suárez proponen a la Junta para la Ampliación de Estudios, para la creación de un centro de biología aplicada a la agricultura. Ese mismo año se instaló un laboratorio en la Escuela de Veterinaria en Santiago de Compostela, contando también con una huerta en una parcela de media hectárea. La que sería conocida como Misión Biológica de Galicia fue la primera de España y la segunda de Europa en hacer trabajos de hibridación de cereales.[cita requerida]
En 1924, cuando contaba con 33 años de edad, se casa en Santiago con Elisa Fraiz y Tafall, con quien tendrá dos hijos, Lourdes y Juan Antonio. En 1925 participa en Lugo en el I Congreso de Economía Gallega y en 1926 en el III Congreso Agrario Regional en Pontevedra, pronunciando una conferencia sobre ganadería gallega. En 1927 asiste al V Congreso Internacional de Genética, celebrado en Berlín, y en 1934 asiste al X Congreso Mundial de Lechería, en Roma y en Milán, representando al ministerio de Agricultura español.
Tras una pequeña crisis la Misión Biológica se traslada a Pontevedra en 1927, donde se instala de forma provisional en la propia Diputación. En 1928 se trasladan por fin al Palacio de Salcedo en el Pazo de la Carballeira de Gandarón, de 10 hectáreas de extensión, con el apoyo económico de las diputaciones de Pontevedra y Orense. En enero de 1931, se nombra un nuevo Patronato en el que participan el profesor Juan Rof Codina, Inspector de Higiene y Sanidad Pecuarias de La Coruña, Juan López-Suárez, médico y agricultor y Álvaro Gil Varela en representación de la Diputación de Lugo. Atendiendo la solicitud del Ayuntamiento de Vigo, el Patronato crea, en 1931, una sucursal en esa ciudad, en la finca Miraflores, de 7 hectáreas de extensión, hasta 1933.
A partir de 1939, desaparecida la Junta de Ampliación de Estudios y con ella la Misión, el conjunto sería luego trasferido al Consejo Superior de Investigaciones Científicas, bajo la gestión de un Patronato en el que participaban las cuatro diputaciones gallegas y los ministerios de Agricultura y Educación. Uno de los becados en proyecto recuperado sería, en 1946, Avelino Pousa Antelo que dos años después comenzó a dirigir la Escuela Agrícola de la Granja de Barreiros, promovida por el empresario y filántropo lucense Antonio Fernández López.
Cruz Gallástegui murió en el Palacio de Salcedo, en Pontevedra, a los 69 años de edad.

## Reconocimientos
En 1945 se le concedió la Encomienda de Caballero de la Orden del Mérito Agrícola y al año siguiente la Gran Cruz de Alfonso X el Sabio, impuesta personalmente por el Ministro de Educación y Presidente del Consejo Superior de Investigaciones Científicas, José Ibáñez Martín, en el Palacio de Salcedo.
En 1962, la Revista de Economía de Galicia, en cuya gestación también participó, le dedicó un número especial bajo el título "Homenaje a Gallastegui".
Hay una calle que lleva su nombre en el centro de Pontevedra.